# Beta blokatori
Beta blokatori ili beta adrenergički blokatori jesu skupina lijekova koji se koriste za liječenje raznih kardiovaskularnih bolesti, te nekih drugih bolesti. 

## Farmakologija
Oni blokiraju učinak adrenalina i noradrenalina na beta adrenergičke receptore u tijelu (prvenstveno u srcu, perifernim krvnim žilama, bronhijama, gušterači i jetri). Oni su izrazito univerzalni lijekovi u kardiologiji i koriste se kod velikog broja bolesti - aritmija, angine pectoris, kongestivnog zatajenja srca, hipertenzije, za prevenciju infarkta srca. Osim toga koriste se i za liječenje glaukoma, napetosti, varica jednjaka, alkoholizma, za prevenciju migrene, u liječenju tireotoksikoze i dr. Zbog toga se smatraju jednom od najznačajnijih skupina lijekova. Njihova imena su lako prepoznatljiva jer beta blokatori uglavnom završavaju nastavkom "-olol". 
Prvi beta blokator, diklorizoprenalin, dobio se zamjenom dvije fenolne hidroksilne skupine u izoprenalinu atomima klora. Međutim, ovaj spoj imao je opasne i neprihvatljive nuspojave i nikada nije ušao u kliničku praksu, ali je daljnji razvoj vodio razvoju propranolola, drugog beta blokatora koji je postao jako značajan.

### Podjela
Postoje tri tipa beta adrenergičkih receptora: beta-1 receptori koji se nalaze uglavnom u srcu, beta-2 receptore koji su smješteni po cijelom tijelu ali uglavnom u plućima, mišićima i arteriolama. Beta-3 receptori manje su istraženi, ali zna se da imaju ulogu u metabolizmu masti. 
Aktivacija beta-1 receptora adrenalinom pojačava brzinu rada srca i krvni tlak te srce troši više kisika. Lijekovi koji blokiraju ove receptore, stoga, imaju suprotni učinak – oni usporavaju brzinu rada srca i snižavaju krvni tlak te se stoga koriste u stanjima kada srce ne može doći do dovoljno kisika. Beta-2 receptori nalaze se krvnim žilama prugastih mišića, bronhalnih mišića, glatkog mišićja probavnih organa, maternice, te u jetri. Aktivacijom tih receptora dolazi do širenja krvnih žila u skeletalnim mišićima, širenja bronhija, opuštanja maternice, i probavnih organa, te razgradnje glikogena u jetri i otpuštanja glukoze u krv iz jetre. S druge strane blokadom beta-2 receptora dolazi do suprotnih učinaka u spomenutim organima. 
Beta blokatore razlikujemo prema tome blokiraju li beta-1 ili beta-2 receptore. Ako blokiraju i jednu i drugu skupinu receptora tada ih nazivamo neselektivni beta blokatori. Takvi blokatori imaju posebno široki spektar djelovanja na brojne organe i organske sustave, ali često i brojne neželjene nuspojave.
Neselektivni beta blokatori ne bi se trebali koristiti u pacijenata s astmom ili bilo kojom reaktivnom dišnom bolešću. Primjerice, ako pacijenti koji pate od astme uzmu neselektivne beta blokatore tada može doći do napadaja astme. Naime, beta-2 receptori sudjeluju u mehanizmu opuštanja bronhija. Ako su blokirani tada ne može doći do opuštanja bronhija. Selektivni beta blokatori primarno blokiraju na beta-1 receptore, dok beta-2 receptori ostaju neblokirani. Time se djeluje samo na srce, dok funkcija ostalih organskih sustava ne biva promijenjena. Najpoznatiji i najkorišteniji selektivni beta blokatori jesu atenolol i bisoprolol. Selektivni beta blokatori blokiraju samo beta-1 receptore, ali ako se uzimaju u velikim dozama tada će blokirati i druge beta receptore. 
Posebna skupina beta blokatora jesu beta blokatori koji su u isto vrijeme i alfa blokatori. To su labetalol i karvedilol. Oni su vrlo prikladni za brzo postizanje kontrole krvnog tlaka jer dodatna blokada alfa-receptora sprječava karakteristični početni porast krvnog tlaka koji nastupa ako se blokiraju samo beta-1 blokatori. 
Neki beta blokatori imaju parcijalnu agonističku aktivnost koja se još naziva unutrašnja simpatomimetska aktivnost (ISA). To znači da oni djelomice pojačavaju učinak simpatikusa, a djelomice ga koče. Takvi beta blokatori jesu acebutolol, karteolol, pindolol, mepindolol i oksprenolol. Ovi beta blokatori su korisni u pacijenata koji pate od zatajenja rada srca.

## Primjena
Beta blokatori se koriste u liječenju cijelog niza bolesti. Ponajviše, koriste se za liječenje hipertenzije. Klasična škola liječenja hipertenzije uzima beta blokatore u kombinaciji s diureticima kao prvu liniju liječenja hipertenzije, prije svih ostalih lijekova. Dakako, u posljednje vrijeme puno veću ulogu imaju ACE inhibitori, ali beta blokatori su i dalje najznačajniji antihipertenzivni lijekovi. 
Mehanizam antihipertenzivnog djelovanja je kompliciran i nedovoljno jasan. Zanimljivo je da se krvni tlak u mirovanju ne mijenja mnogo nakon jedne doze, ali dugotrajna primjena uzrokuje pad krvnog tlaka, što se obično događa za četiri ili više tjedana. To može izgledati čudno s obzirom na to da su beta receptori blokirani vrlo brzo nakon uzimanja beta-blokatora, ali treba imati na umu da kada nastupi blokada beta receptora dolazi do uključivanja određenih kompenzatornih mehanizama zbog čega ne dolazi do naglog pada tlaka kao kod primjene alfa blokatora - do pada tlaka dolazi postupno i polagano. Nadalje, beta blokatori sprječavaju oslobađanje renina, hormona koje luče bubrezi i koji uzrokuje sužavanje krvnih žila. Upravo zbog toga beta blokatori su vrlo bitna skupina u liječenju hipertenzije. Najznačajniji beta blokator koji se koristi u liječenju hipertenzije jest atenolol. 

### Angina pectoris
U liječenju i prevenciji angine pectoris beta blokatori se danas koriste rutinski. Oni smanjuju porast krvnog tlaka, smanjuju broj otkucaja u mirovanju što pojačava punjenje ventrikula. Smanjenje srčane frekvencije ne samo što smanjuje energetske potrebe nego omogućuje i bolju opskrbu srca krvlju. 

### Aritmije
Beta blokatori su korisni u liječenju aritmija koje su izazvane ili pogoršane simpatičkim sustavom. Korisni su i aritmijama koje dolaze iz SA ili AV čvora, koje su uzrokovane nervozom, stresom ili vježbom. Pogotovo su korisni u terapiji s blokatorima alfa receptora. Rizik od nastanka bradiaritmije moguć je kod svih beta blokatora, a posebno u pacijenata s bolestima srčanog mišića, u bolesnika sa srčanim blokom ili tahikardijsko-bradikardijskim sindromom. Najvažniji beta blokator koji se koristi u liječenju aritmija jest sotalol.

### Kongestivno zatajenje srca
U liječenju kongestivnog zatajenja srca, beta blokatori se najprije nisu koristili. Naime, beta blokatori, pogotovo oni koji nisu parcijalni agonisti beta receptora, u biti usporavaju srce i slabe ga, što je kod pacijenata sa zatajenjem srca jako nepovoljno. Ali, studije CIBIS II i COPERNICUS pokazale su da male doze beta blokatora u kombinaciji s drugim lijekovima za liječenje kongestivnog zatajenja srca i kod takvih pacijenata mogu pomoći u produženju života. Najznačajniji beta blokatori koji se koriste u liječenju kongestivnog zatajenja srca jesu karvedilol i bisoprolol. 

### Očni tlak
Beta blokatori smanjuju tlaku u očima (intraokularni tlak), vjerojatno smanjujući nastajanje tekućine unutar oka, pa se stoga koriste za smanjivanje rizika oštećenja očnog živca i vida u pacijenata s glaukomom. Beta blokatori koji se u tu svrhu koriste u obliku kapi za oči jesu timolol i betaksolol.

## Nuspojave
Nakon dugoročnog liječenja beta blokatorima kao odgovor na blokadu simpatičkog sustava dolazi do povećanja broja beta receptora. Zbog toga nagli prestanak uzimanja beta blokatora može izazvati tzv. "rebound effect", rizik od napadaja angine pectoris ili čak i infarkta srca. Stoga, kada se pacijent "skida" s terapije beta blokatorima to mora biti polagano i postupno, nikada naglo.
Beta blokatore ne bi smjeli koristiti pacijenti koji pate od opstruktivnih bolesti pluća kao što su astma ili KOPB, iako je kod takvih osoba upotreba beta blokatora dopuštena ako su to selektivni beta blokatori i to u manjim dozama. Upotrebom beta-2 agonista kao što je salbutamol astmatičari se mogu zaštititi od nepovoljnog djelovanja beta blokatora na bronhije. Također, beta blokatore ne smiju koristiti osobe koje pate od sinus bradikardije, jer bi beta blokatori samo pogoršali usporen rad srca, pacijenti sa srčanim blokom II i III stupnja. Poseban oprez potreban je kod dijabetičara - naime, i kod njih se preferiraju samo selektivni beta blokatori i to u malenim dozama jer može se javiti spontana neprimjećena hipoglikemija koja može opasno ugroziti život pacijenta.
Nuspojave beta blokatora jesu povećanje otpora protjecanju zraka u bronhijama zbog suženja bronhija, smanjena srčana kontraktilnost, bradikardija, hipotonična kardiovaskularna disregulacija, poremećaji cirkulacije krvi, pojačana hipoglikemija u pacijenata s juvenilnim dijabetesom melitusom. 

## Uzimanje s drugim lijekovima
Pošto je propisivanje beta blokatora u kombinaciji s diureticima, po staroj školi liječenja hipertenzije, prva farmakološka mjera liječenja hipertenzije, razvijene su posebne fiksne formulacije gotovih lijekova koje u jednoj tableti sadržavaju i beta blokator i diuretik. Za liječenje blaže hipertenzije beta blokatori se kombiniraju s tiazidima, prije svega s hidroklorotiazidom, a za liječenje teže hipertenzije koriste se jači diuretici poput furosemida. Također, postoje kombinacije beta blokatora, tiazida i drugih diuretika. Ovakve kombinacije su opravdane jer omogućuju pacijentima jednostavnije uzimanje lijekova, u jednoj tableti ili kapsuli. Dakako, takve kombinacije ostavljaju manje mjesta individualizaciji terapije i posebnom podešavanju doza, ali pošto su jednostavnije za pacijente tada se pacijenti više pridržavaju propisane terapije. Osim diuretika, vrlo često se s beta blokatorima kombiniraju i vazodilatatori. 